# Pește de gheață
Peștele de gheață (Channichthyidae), denumit uneori și peștele de gheață crocodil, reprezintă o familie de pești perciformi găsiți în apele reci din jurul Antarctidei și sudul Africii de Sud. Sunt cunoscute 15 specii de pești de gheață; aceștia se hrănesc cu krilli, crustacee mici și alți perști.
Sângele lor este transparent din cauză că nu dispun de hemoglobină și/sau de alte eritrocite defuncte. Metabolismul lor se bazează doar pe oxigen dizolvat în sângele lichid, despre care se crede că este absorbit direct din apă, prin piele. Este o ipoteză plauzibilă, deoarece apa dizolvă cel mai mult oxigen atunci când este rece. De asemenea, mușchii lor (cu excepția miocardului) duc lipsă de mioglobină. Aceste proprietăți neobișnuite par a fi adaptări temperaturii foarte scăzute a habitatului lor.
Channichthyidaele sunt singurele vertebrate cunoscute fără hemoglobină. Deși nu o mai folosesc, rămășițe ale genelor de hemoglobină încă mai pot fi găsite în genomul lor.